# Arab News
Arab News (Notícias Árabes ou Notícias das Arábias) é  um jornal da Arábia Saudita fundado em 1975. 
Seu lema é "A voz de uma região em mudança". 
Distribuído em todo Oriente Médio, tem redações (sucursais) em Jeddah, Riyadh e Dammam. 

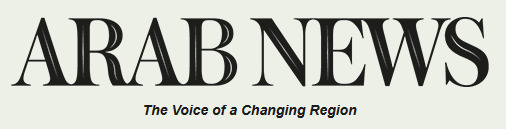
A logomarca atual do jornal

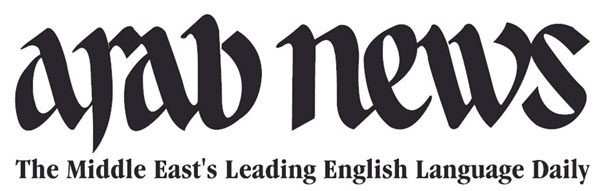
A primeira logomarca do jornal

## História e localização
Segundo o website oficial, o "Arab News é o primeiro jornal em inglês da Arábia Saudita. Foi fundada em 1975 por Hisham e Mohammed Ali Hafiz. Hoje, é uma das 29 publicações produzidas pela Saudi Research & Publishing Company (SRPC), uma subsidiária do Saudi Research & Marketing Group (SRMG)". 
Seu endereço principal é P.O. Box 10452, Jeddah 21433, Saudi Arabia. 

## Seções
As principais seções do jornal (em agosto de 2020) são: Arábia Saudita, Oriente Médio, Mundo, Negócios, Esportes, Estilo De Vida e Opinião.

## Distribuição
Segundo seu artigo-irmão na Wikipedia em inglês, o jornal é distribuído, além da Arábia Saudita, nos Emirados Árabes, Kuwait, Bahrein, Qatar, Paquistão, Omã, África do Norte, Europa e Estados Unidos. 
Em 2018 foi lançada a versão digital Arab News Pakistan e em 2019, a Arab News Japan. 